# Упагда (водомерный пост)
Упа́гда — водомерный пост в районе имени Полины Осипенко Хабаровского края. Входит в межселенную территорию района.

## География
Находится на левом берегу реки Упагда вблизи устья Чёрной Речки.

## История
Сейчас на месте поста развалины, но по документам он продолжает существовать.

## Население
| 2002 | 2010 | 2011 | 2012 | 2021 |
| ---- | ---- | ---- | ---- | ---- |
| 1    | ↗2   | →2   | →2   | ↘1   |